# فيرماختهلفيرن
فيرماختهلفيرن (مساعدات الڤيرماخت) كان اسمًا للبنات والسيدات الصغيرات اللواتي خدمن في قوات الفيرماخت  الألمانية في الحرب العالمية الثانية.

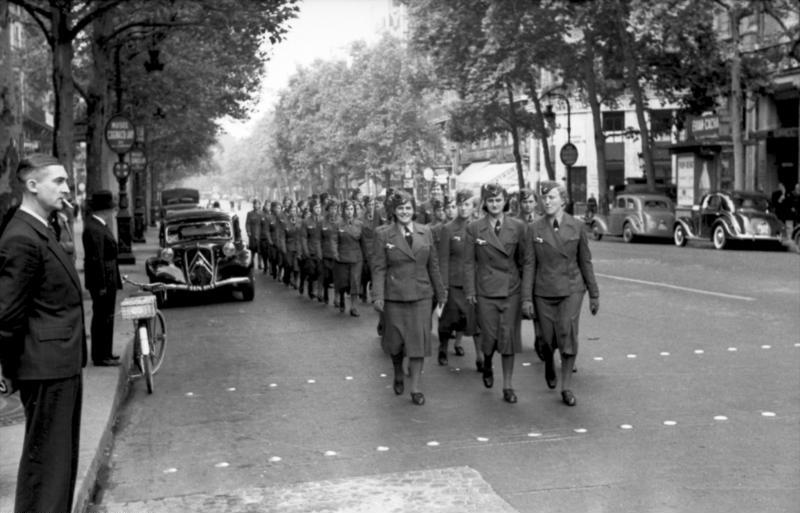
فيرماختيلفيرين في باريس المحتلة عام 1940.

## الاستخدام
كان هناك أكثر من نصف مليون امرأة منخرطين في الخدمة العسكرية خلال الحرب العالمية الثانية. لقد كان ينظر إليهن بنفس الطريقة التي كان ينظر إلى الهيوي.
لم تكن هؤلاء النسوة متمركزات في ألمانيا النازية فقط، ولكن اعداد قليلة كانت متمركزة في الأرض المحتلة مثل بولندا،فرنسا،اوستلاند، بعد ذلك في يوغسلافيا، اليونان، إيطاليا، ورومانيا المتحالفة وذلك بصورة مساعدات الطواقم.
لقد عملنا كعاملات هاتف، عاملات تلغراف، عاملات لاسلكي، طابعات، مساعدات مكاتب، مراسلات، مشرفات غارات جوية، دفاع جوي وكذلك في الخدمات الطبية العسكرية (بما في ذلك الصليب الأحمر الألماني ومنظمات أخرى. (انظر أيضًا:كراكنفليج إم ناشناليسيزموس).

## في وسائل الإعلام
1958 بليتسمادلز وداي فرونتأخرج من قبل ويرنر كلينغلر.